# Дьякр, Корин
Коринн Дьякр (фр. Corinne Diacre; род. 4 августа 1974, Круа) — французская футболистка, игравшая на позиции защитника, и тренер. Выступала на протяжении всей карьеры в клубе «Суайо».
По завершении карьеры игрока Дьякр стала футбольным тренером. С 2010 по 2014 год она работала в «Суайо», а в конце июня 2014 года она возглавила в качестве главного тренера мужской футбольный клуб «Клермон», на тот момент являвшийся командой Лиги 2.